# John Olorunfemi Onaiyekan
John Olorunfemi Onaiyekan (nascut el 29 de gener de 1944) és un cardenal nigerià de l'Església Catòlica, actual arquebisbe d'Abuja. Anteriorment havia estat President de l'Associació Cristiana de Nigèria, President de la Conferència Episcopal de Nigèria i bisbe d'Ilorin.

## Biografia
Onaiyekan va néixer a la ciutat de Kabba, actualment a l'estat de Kogi, fill de Bartholomew i Joann Onaiyeakan. Estudià a la St. Mary's Catholic School de Kabba entre 1949 i 1956, a l'Escola Secundària Mount St. Michael's d'Aliade entre 1957 i 1962 i al Seminari Major de Sant Pere i Sant Pau de Bodija, Idaban entre 1963 i 1965. Completà els seus estudis religiosos a Roma el 1969, sent ordenat prevere el 3 d'agost d'aquell any. Ahmadu Bello, President de Regió del Nord, li havia ofert estudiar fora.
Onaiyekan ensenyà al St. Kizito's College, Isanlu el 1969. Esdevingué rector del Seminari Menor St. Clement de Lokoja el 1971. Acabà la seva llicenciatura en Sagrada Escriptura i aconseguí el seu doctorat el 1976. El 1977 esdevingué rector de Sant Pere i Sant Pau.
A l'octubre de 1980 el Papa Joan Pau II donà a Onaiyekan un nomenament de 5 anys per a la Comissió Internacional Teològica. Al novembre s'uní a la Comissió Internacional pel Diàleg Catòlic/Metodista.
Onaiyekan va ser ordenat bisbe el 6 de gener de 1983, esdevenint Bisbe auxiliar d'Ilorin. El 1990 esdevingué bisbe coadjutor de la diòcesi d'Abuja, i quan la diòcesi esdevingué seu metropolitana el 1994, John Onaiyekan esdevingué el metropolità d'Abuja.
Onaiyekan va ser elegit vicepresident de la Conferència Episcopal Catòlica de Nigèria el 1994, i President el 2000.
L'arquebisbe Onaiyekan va rebre el Premi Pax Christi International 2012.
El 12 de setembre de 2012 l'arquebisbe Onaiyekan va ser nomenat pel Papa Benet XVI per servir com un dels Pares Sinodals de nomenament papapl per a l'Assemblea Ordinària del Sínode de Bisbes de la Nova Evangelització d'octubre de 2012.
Va ser creat cardenal per Benet XVI al consistori papal celebrat el 24 de novembre de 2012, rebent el títol de Cardenal prevere de San Saturnino.
El 31 de gener de 2013, Benet XVI nomenà el cardenal Onaiyekan perquè servís com a membre de la Congregació de la doctrina de la Fe i com a membre del Comitè Presidencial del Pontifici Consell per a la Família. Ocuparà aquests càrrecs fins a fer 80 anys.
El cardenal Onaiyekan va ser nomenat pel Papa Francesc Administrador Apostòlic i nutum Santae Sedis de la diòcesi d'Ahiara, a la Nigèria oriental, el 3 de juliol de 2013.

### President de l'Associació Cristiana de Nigèria
El 19 de juny de 2007 el cardenal Onaiyekan derrotà al Primat anglicà Peter Akinola pel càrrec de President de l'Associació Cristiana de Nigèria, amb 72 vots contra 33. El seu vicepresident va ser Daniel Okoh, President de l'Organització d'Esglésies Instituïdes Africanes. El 2010 no va ser reelegit, sent substituït per Ayo Oritsejafor

## Obres
- "The Priesthood in Pre-monarchial Ancient Israel and among the Owe-Yoruba of Kabba: A Comparative Study", unpublished dissertation (1976)
- "The shariah in Nigeria: a Christian view", Bulletin on Islam & Christian-Muslim Relations in Africa (1987)